# UFC Fight Night: Eye vs. Calvillo
UFC Fight Night: Eye vs. Calvillo (även UFC Fight Night 172 eller UFC on ESPN+ 30) var en MMA-gala anordnad av UFC som ägde rum 13 juni 2020 i UFC:s egna arena UFC APEX i Las Vegas, NV.

## Bakgrund
Huvudmatchen var en match i flugvikt mellan Jessica Eye och Cynthia Calvillo.

## Ändringar
Den 20 maj rapporterade MMAfighting att matchen mellan Marvin Vettori och Karl Roberson i mellanvikt bokats om till den här galan efter att Roberson tvingats dra sig ur deras första matchning vid UFC Fight Night: Smith vs. Teixeira på grund av att han fått fysiska problem i samband med bantningen inför invägningen.
Julia Avila skulle mött Karol Rosa i bantamvikt, men Rosa tvingades lämna återbud 4 juni 2020. I stället får Gina Mazany chansen i UFC igen efter att ha blivit släppt av organisationen efter sina tidigare två raka förluster.
Anthony Ivy som var tänkt att stå som ersättare för Ian Heinisch i mellanvikt när den senare ströks från kortet mot Gerald Meerschaert vid UFC 250 på grund av ett positivt coronatest från en i hans hörna. När sedan testet visade sig vara falskt var Heinisch tillbaka på kortet och istället får Ivy göra sin UFC-debut vid den här galan mot en annan UFC-debutant, Christian Aguilera.

## Resultat
1. ↑   138,5 lb/62,8 kg
2. ↑   140 lb/63,5 kg
3. ↑   190,5 lb/86,41 kg
4. ↑   126,25 lb/57,27 kg

## Bonusar
Följande MMA-utövare fick bonusar om 50 000 USD vardera:
- Fight of the Night: Ingen utdelad
- Performance of the Night: Marvin Vettori, Marija Agapova, Tyson Nam och Christian Aguilera